# برماعشرستاق
برماعشرستاق، عشرستاق به معنی 10 روستا می‌باشد  که مرکز آن روستای بسیار قدیمی و تایخی به نام برماروستایی است از توابع بخش یانه‌سر شهرستان بهشهر در استان مازندران ایران.و به گفته پیر مردهای روستا پادشاهی در زمان قدیم (500 سال پیش طبق قبرهای قدیمی منطقه عشرستاق ) حکومت میکرده ضمناً این روستا بسیار خوش اب و هوا می‌باشد 

## جمعیت
این روستا در دهستان عشرستاق قرار دارد و براساس سرشماری مرکز آمار ایران در سال ۱۳۸۵، جمعیت آن ۹۷ نفر (۳۰خانوار) بوده‌است. مردم برماعشرستاق از قومیت طبری هستند. مردم برماعشرستاق به زبان طبری (مازندرانی) سخن می‌گویند.